# Франсіско Кабаррус

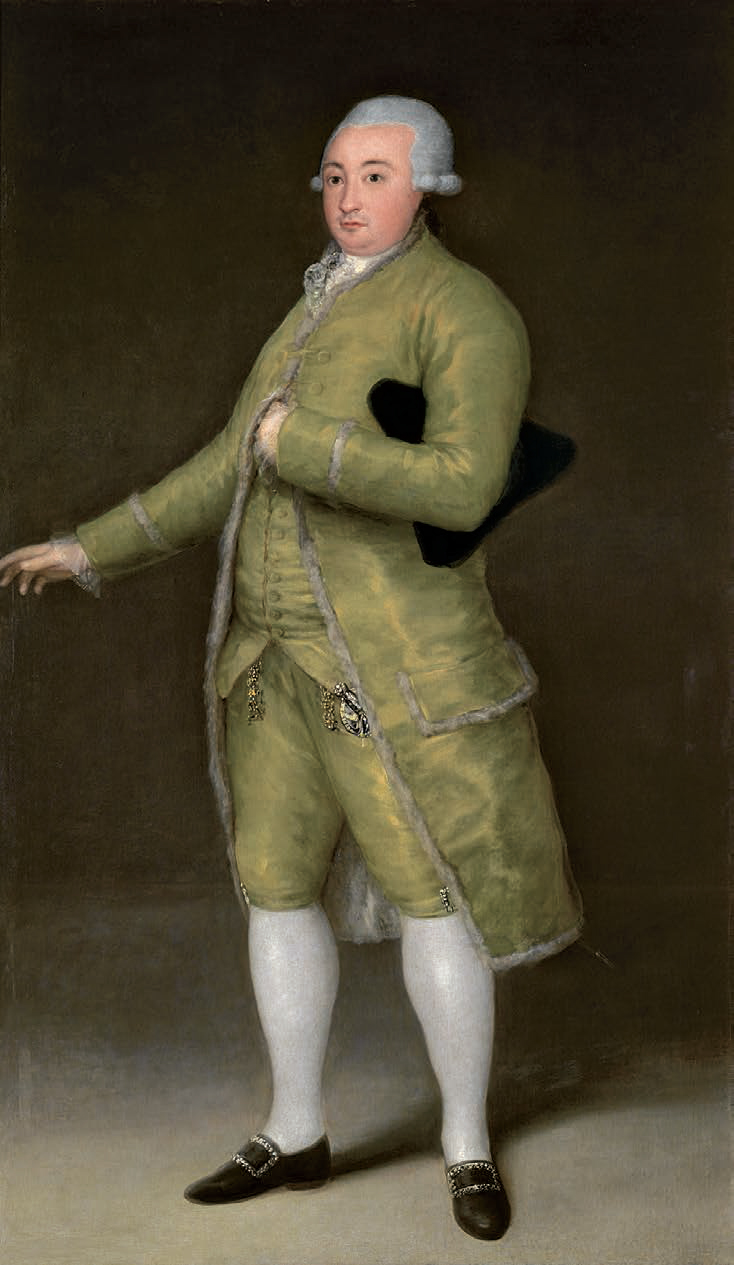
Франсіско Кабаррус, портрет Ґойї, 1788.

Франсіско Кабаррус Лаланне, ісп. Francisco Cabarrús Lalanne (*1752, Байонна — 27 квітня 1810, Севілья) — іспанський фінансист французького походження.

## Життєпис
Син Домінго Кабарруса Фуркаде, власника торгового дому у французькому місті Байонна. Коли Франсіско виповнилося 18 його батько відправив його в Іспанію (спочатку в Країну Басків, потім у Сараґосу і, нарешті, у Валенсію) щоб закінчити навчання на торговця. В Валенсії оселився в будинку французького комерсанта та мешкав з дочкою власника, Антоніа Ґалаберт Касанова; не виконавши процедуру, щоб отримати дозвіл для цього цивільного акту у Франції, був змушений розвивати свою кар'єру в Іспанії. Подружжя оселилося в Карабанчель Альто, Мадрид. У подружжя народилася Тереса Кабаррус.
Його якості як фінансиста, а також глибоке бачення суспільства принесли йому дружбу Ґаспара Мельчора де Ховейяноса та графів Кампоманеса, Флорідабланки та Аранди. Кабаррусу належала ідея випуску ваучерів для покриття значних витрат на війну проти Сполученого королівства (1779—1783) за незалежність США. З цією метою він об'єднується з Жаном Друлє, баско-французьким банкіром, що працював в Іспанії, Мускісом та іншими європейськими банкірами. В 1782 він створив Банк Сан Карлоса, перший державний банк Іспанії, який випустив перші паперові гроші у королівстві, які називалися реальні ваучери (реали). В 1789 Карлос IV надав йому титул граф Кабаррус.
Він також створив Торгову Компанію Філіппін (Compañía de Comercio de Filipinas) та канал Кабарруса, нині канал Ізабели ІІ. Також був зацікавлений у створені різних судноплавних каналів, але ці задуми не звершилися. Один з них — канал Ґуадарама, претензійний проект каналу, що з'єднував би Мадрид з Атлантичним океаном, через Ґуадальківір. Також цікавився можливостями судноплавства на річці Йобрет, Барселона. Цією ідеєю підштовхнув Францію до створення двох успішних проектів: каналу дель Міді та дель Ланґедок.
Він мав багатьох недругів серед впливових політиків. Через свої погляди був несправедливо звинувачений у шахрайстві та ув'язнений у 1790. Через два роки, під час правління Карлоса IV і Жозефа І Бонапарта, вийшовши на волю знову повернувся до високих посад. З серпня 1808 обіймав пост генерального керуючого Королівської казни. В 1809 Хосе Бонапарт призначив його найвищим кавалером Королівського Ордену Іспанії, найвища нагорода, якої міг буть удостоєнний виходець з Франції.
Помер в Севільї в 1810, у чині міністра фінансів Жозефа І Бонапарта. Похований в каплиці Консепсьйон собору в Севільї, поруч з графом Флорідабланко. В 1814, по закінчені війни за незалежність, його тіло було ексгумовано та поховане в Апельсиновому Дворі, із засудженими до смертної кари. За іншою версією його кістки були викинуті в Ґуадальківір.